# Thạnh Đông, huyện Tân Châu
Thạnh Đông là một xã thuộc huyện Tân Châu, tỉnh Tây Ninh, Việt Nam.

## Địa lý
Xã Thạnh Đông nằm ở phía tây huyện Tân Châu, có vị trí địa lý:
- Phía đông giáp thị trấn Tân Châu
- Phía tây giáp huyện Tân Biên
- Phía nam giáp xã Tân Phú
- Phía bắc giáp xã Tân Hiệp.

Xã Thạnh Đông có diện tích 40,64 km², dân số năm 2019 là 7.506 người, mật độ dân số đạt 247 người/km².

## Hành chính
Xã Thạnh Đông được chia thành 5 ấp: Thạnh Hiệp, Thạnh Hòa, Thạnh Hưng, Thạnh Nghĩa, Thạnh Qưới.